# Kommunalverband besonderer Art
Una Kommunalverband besonderer Art (traduït seria Associació municipal de tipus especial) és una unitat administrativa alemanya creada en una associació d'un districte i una ciutat sense districte. Aquest concepte també s'anomena Regionalkreis o Cercle regional.
Les associacions municipals de tipus especial a Alemanya són:
- Regió de Hannover (Region Hannover) (des de l'1 de novembre de 2001),[1] successora del districte de Hannover (1 de març de 1974 a 31 d'octubre de 2001) i l'associació municipal Gran Hannover
- Comunitat regional de Saarbrücken (Regionalverband Saarbrücken) (des de l'1 de gener de 2008), successora legal de la Comunitat urbana de Saarbrücken (1 de gener de 1974 a 31 de desembre de 2007)
- Regió de la ciutat d'Aquisgrà (Städteregion Aachen) (des del 21 d'octubre de 2009), successora legal del districte d'Aquisgrà (1 de gener de 1972 a 20 d'octubre de 2009)